# Spathobatis
Spathobatis is een geslacht van uitgestorven roggen uit het Laat-Jura. Er zijn ten minste vijf soorten in het geslacht beschreven.

## Verwantschap
Dit zijn de oudst bekende roggen. Soorten uit dit geslacht vertoonden zeer veel gelijkenis met de hedendaagse vioolroggen.

## Kenmerken
Spathobatis was aangepast aan een leven op de zeebodem. De dieren hadden een breed en afgeplat lichaam. Boven op de kop bevonden zich de ogen en de spiracula voor de opname van water. Aan de onderzijde bevonden zich de bek en de kieuwspleten. De borstvinnen hadden zich ontwikkeld tot een soort vleugels.

## Leefwijze
Met de verlengde snuit werd de zeebodem afgezocht naar schaaldieren, die met de brede en afgeplatte tanden werden gekraakt.

## Vondsten
Vondsten zijn gedaan in Europa, met name Frankrijk en Duitsland.